# Агиос Йоанис (Сяр)
Агиос Йоанис или Ай Янис (на гръцки: Άγιος Ιωάννης) е източен квартал на македонския град Сяр (Серес), Гърция.
Предградието е разположено на 2 km североизточнот от Сяр, между града и Йеди Дермен (Ептамили). Отличава се с живописна природа – вечнозелени сенчести дървета и обилни води, образуващи малки водопади. В квартала има много ресторанти, таверни и рибни таверни. В квартала е разположена енорийската църква „Успение Богородично“, както и храмовете „Свети Йоан“ и „Свети Георги“.